# Anaxipha maculipes
Anaxipha maculipes är en insektsart som beskrevs av Lucien Chopard 1929. Anaxipha maculipes ingår i släktet Anaxipha och familjen syrsor. Inga underarter finns listade i Catalogue of Life.